# يوسف خليف
يوسف عبد القادر خليف (1341- 1415 هـ / 1922- 1995 م) بحَّاثة في الأدب العربي وتاريخه، وأديب مصري. 

## سيرته
حصل يوسف بن عبد القادر خليف على شهادة (ليسانس) من قسم اللغة العربية بجامعة القاهرة 1944م، و(ماجستير) 1950م و(دكتوراه) 1956م. تخصص في تاريخ العرب في صدر الإسلام وقبل الإسلام. وله أكثر من 22 كتابًا.
عين عميداً في جامعة القاهرة 1950م وتدرج إلى ان صار رئيساً لقسم اللغة العربية. حصل على جائزة الملك فيصل 1988م وجائزة الدولة التقديرية 1993. كان عضواً في لجان المجلس الأعلى للثقافة والمجالس القومية المتخصصة وعدة لجان أخرى.

## مؤلفاته
1. الشعراء الصعاليك في العصر الجاهلي، دار المعارف، 1959.
2. حياة الشعر في الكوفة إلى نهاية القرن الثاني الهجري، دار الكاتب العربي للطباعة والنشر، 1968.
3. في الشعر العباسي نحو منهج جديد، 1990.
4. مناهج البحث الأدبي، دار الثقافة للنشر والتوزيع، 1997.
5. الحب المثالي عند العرب، الهيئة المصرية العامة للكتاب، 1998.
6. في الشعر الأموي دراسة في البيئات، دار غريب، 2000.
7. دراسات في الشعر الجاهلي، دار غريب، 2001.
8. مواقف بين الشعر والنقد، دار غريب، 2005.
9. أوراق في الشعر ونقده.
10. الحُنَفاء قبل الإسلام.
11. عُكاظ سوق ومسرح سياسي وفُكاهي وأدبي.
12. صحابة في الظل.
13. قمم ومواقع النجوم (ديوان شعر).

## وفاته
توفي يوسف خليف عام 1415هـ/ 1995م.